# Zilda do Zé
Zilda do Zé, nome artístico de Zilda Gonçalves (Rio de Janeiro, 18 de março de 1919 – Rio de Janeiro, 31 de janeiro de 2002), foi uma cantora e compositora brasileira.

## Carreira
Sua carreira artística começou quando se apresentou na Rádio Transmissora, onde conheceu o cantor e compositor Zé da Zilda (José Gonçalves, 1908–1954). Mais tarde formou com ele a Dupla da Harmonia. Casou-se com Zé da Zilda em 1938, e passou a atuar com o marido na Rádio Cruzeiro do Sul, no programa do radialista Paulo Roberto que rebatizou a dupla com o nome Zé da Zilda e Zilda do Zé, abreviado como Zé e Zilda.
Em 1944, estrearam em disco na Victor, com dois choros de Zé da Zilda, "Fim de Eixo" e "Levanta, José". Mas seus grandes êxitos veio em 1945, quando passaram a lançar músicas carnavalescas. No ano seguinte, a dupla gravou "Conversa, Laurindo" (de Zé da Zilda e Ari Monteiro), sucesso no Carnaval do mesmo ano. Suas últimas gravações em dupla foram a marcha "Ressaca", composta pela própria dupla em parceria com Waldir Machado e o samba "Império do Samba", também autoria da dupla, que após a morte de Zé da Zilda, foram lançadas para o Carnaval de 1955.
Fez uma homenagem ao então falecido marido, com os sambas "Vai que Depois eu Vou" e "Vem me Buscar".